# Giáo dục bậc cao
Giáo dục bậc cao (tiếng Anh: higher education) là giai đoạn giáo dục bậc cao thường diễn ra ở các viện đại học, trường đại học, trường cao đẳng, học viện, chủng viện, nhạc viện và viện công nghệ, bao gồm các bậc sau trung học phổ thông như cao đẳng, đại học, và sau đại học.

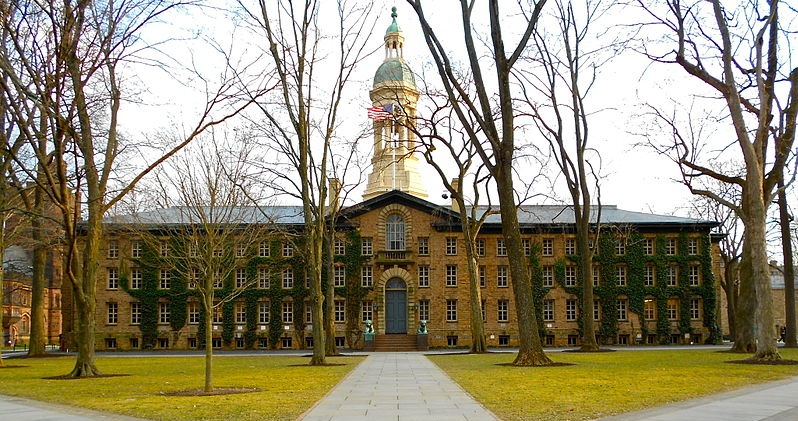
Một góc khuôn viên Viện Đại học Princeton ở tiểu bang New Jersey, Hoa Kỳ, một trong những cơ sở giáo dục đại học danh tiếng thế giới.

Quyền tiếp cận giáo dục đại học được nói đến trong một số văn kiện nhân quyền quốc tế. Điều 13 Công ước Quốc tế về các Quyền Kinh tế, Xã hội và Văn hóa (1966) của Liên Hiệp Quốc cho rằng "giáo dục đại học phải được phổ cập bình đẳng cho mọi người bằng những phương cách thích hợp, tùy thuộc vào khả năng, và đặc biệt phải tiến dần đến miễn phí". Điều 2 của Công ước châu Âu về Nhân quyền (1950) quy định các nước ký tên phải bảo đảm quyền giáo dục.
Bài này chưa nói đến hoạt động nghiên cứu và học tập bậc cao trong các tôn giáo và trong các cơ sở do tôn giáo điều hành như tu viện, thiền viện, chủng viện và trường Phật học. Bài viết cũng không đề cập đến những hoạt động giáo dục sau trung học không thuộc phạm vi giáo dục đại học mô tả ở trên. Về những hoạt động học tập bậc cao thời cổ đại, xem bài Các cơ sở học tập bậc cao thời cổ đại.

## Tổng quan

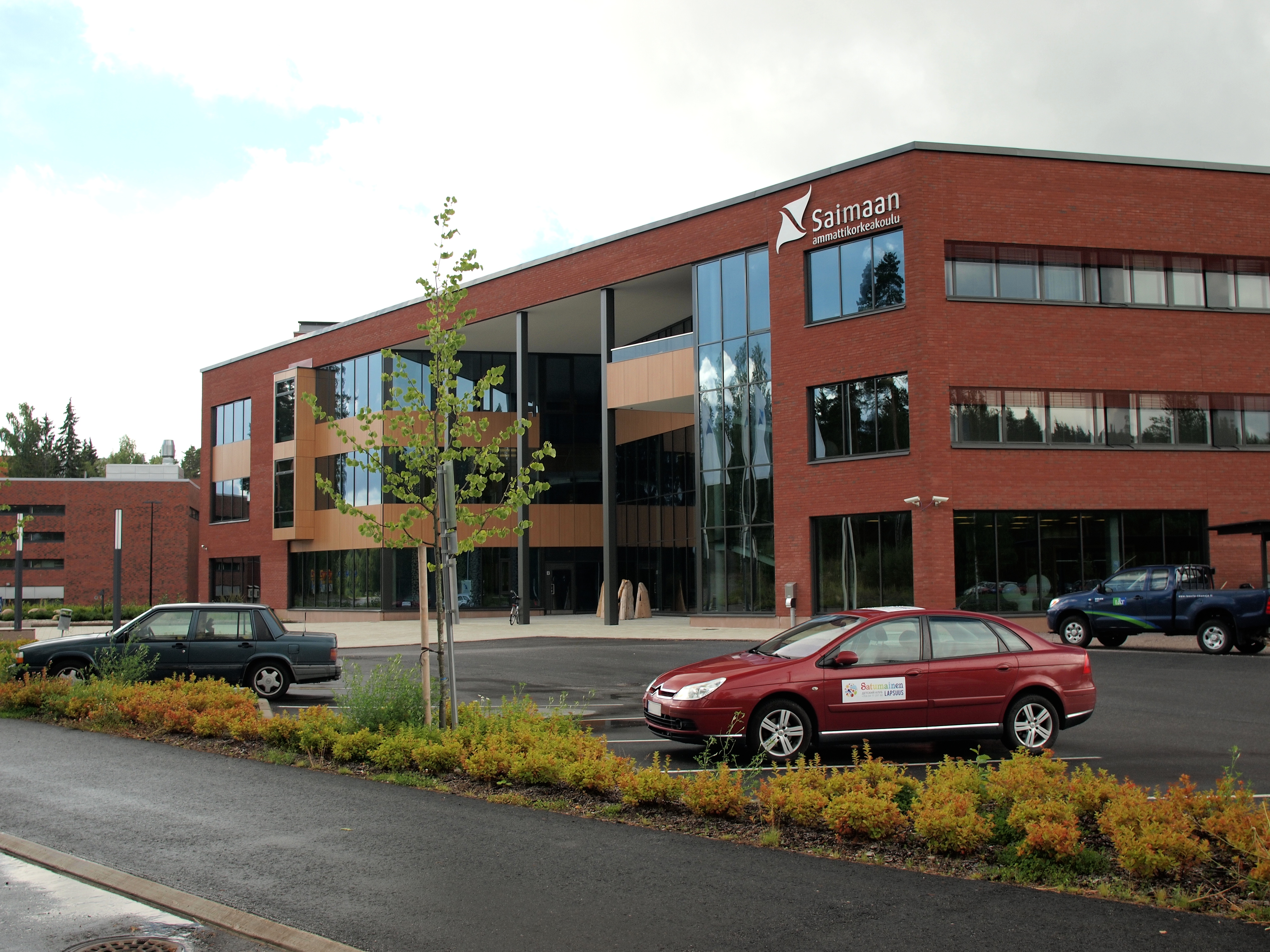
Đại học Khoa học Ứng dụng LAB ở Lappeenranta, Phần Lan.

Giáo dục đại học bao gồm các hình thức giáo dục diễn ra ở các cơ sở học tập bậc sau trung học, cuối khóa học thường được trao văn bằng học thuật hoặc cấp chứng chỉ. Các cơ sở giáo dục đại học không chỉ bao gồm các trường đại học và viện đại học mà còn các trường chuyên nghiệp, trường sư phạm, trường cao đẳng, trường đại học công lập và tư thục hệ hai năm, và viện kỹ thuật. Điều kiện nhập học căn bản đối với hầu hết các cơ sở giáo dục đại học là phải hoàn thành giáo dục trung học, và tuổi nhập học thông thường là khoảng 18 tuổi.
Giáo dục đại học bao gồm các hoạt động giảng dạy, nghiên cứu, thực tập (như trong các trường y khoa và nha khoa), và phụng sự xã hội của các cơ sở giáo dục đại học. Các hình thức giáo dục đại học bao gồm: giáo dục tổng quát (general education), thường bao gồm đáng kể những yếu tố lý thuyết và trừu tượng cùng với những khía cạnh ứng dụng; giáo dục chú trọng đến các ngành khai phóng (liberal arts education), bao gồm các ngành nhân văn, khoa học, nghệ thuật; giáo dục mang tính huấn nghệ (vocational education), kết hợp cả việc giảng dạy lý thuyết lẫn những kỹ năng thực hành; giáo dục chuyên nghiệp (professional education), như trong các ngành kiến trúc, kinh doanh, luật, y khoa, v.v...
Ở nhiều quốc gia phát triển, có tới 50 phần trăm dân số theo học trong các cơ sở giáo dục đại học. Giáo dục đại học do đó rất quan trọng đối với kinh tế quốc gia, với tư cách là một ngành kinh tế và là nơi giáo dục và đào tạo nhân lực cho phần còn lại của nền kinh tế. Những người theo học đại học thường kiếm được mức lương cao hơn và ít có khả năng bị thất nghiệp hơn so với những người có học vấn thấp hơn.

## Giáo dục đại học ở một số quốc gia

### Giáo dục đại học ở Việt Nam

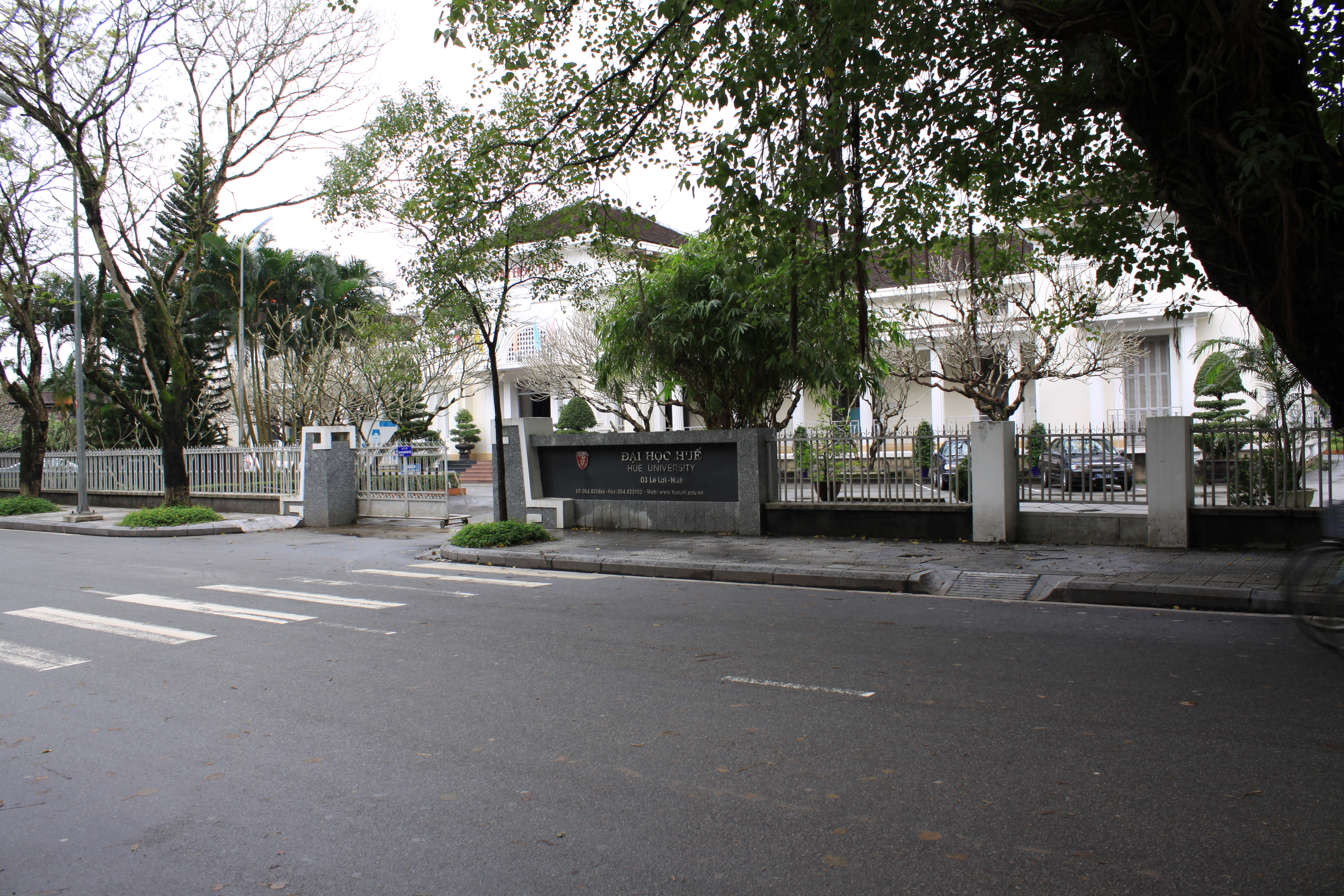
Một tòa nhà của Viện Đại học Huế (nay là Đại học Huế), ở số 3 đường Lê Lợi, Huế.

Đại học (từ tương tự trong tiếng Anh: university) chính thức có nghĩa là một cơ sở hay cơ cấu giáo dục đại học vào đầu thập niên 1990, khi Chính phủ Việt Nam thành lập các đại học quốc gia và đại học cấp vùng bằng cách gộp một số trường đại học lại với nhau. Các cơ sở giáo dục đại học Việt Nam có các tên gọi: trường đại học, trường đại học bách khoa, trường đại học tổng hợp, trường đại học cộng đồng, viện đại học, viện đại học bách khoa, đại học, đại học quốc gia, học viện, nhạc viện, trường cao đẳng, trường cao đẳng cộng đồng... Trong ngôn ngữ hàng ngày, "trường đại học" và "viện đại học" thường được gọi ngắn gọn hay thân mật là "đại học", mặc dù "đại học" là một loại hình cơ sở riêng biệt; về những nghĩa khác của "đại học".
Các chính thể độc lập ở Việt Nam từ thế kỷ 20 nói chung đều nhấn mạnh đến công tác giáo dục và quyền được giáo dục của người dân, mặc dù triết lý giáo dục, mục tiêu giáo dục, và cách tổ chức thực hiện có khác nhau. Điều này thể hiện trong các tuyên bố của chính phủ Trần Trọng Kim thời Đế quốc Việt Nam, và trong các bản hiến pháp của Việt Nam Dân chủ Cộng hòa (1946 và 1959), Việt Nam Cộng hòa (1956 và 1967), và Cộng hòa Xã hội Chủ nghĩa Việt Nam (1980 và 1992). Riêng Hiến pháp Việt Nam Cộng hòa còn nói rõ "nền giáo dục đại học được tự trị."
Năm 1975, sau chiến tranh, tất cả cơ sở giáo dục đại học tư thục từng hoạt động ở miền Nam dưới chính thể Việt Nam Cộng hòa bị giải thể, các cơ sở giáo dục đại học công lập bị giải thể hoặc bị chia ra hay sắp xếp lại theo mô hình phân tán ngành học của Liên Xô; quyền tự trị đại học bị bãi bỏ. Giáo dục Việt Nam dưới các chính thể Việt Nam Dân chủ Cộng hòa và Cộng hòa Xã hội Chủ nghĩa Việt Nam, gồm cả giáo dục đại học, bị chính trị hóa, và hoàn toàn nằm dưới sự quản lý của nhà nước và Đảng Cộng sản Việt Nam. Điều 36 Hiến pháp Cộng hòa Xã hội Chủ nghĩa Việt Nam (1992) quy định "nhà nước thống nhất quản lý hệ thống giáo dục quốc dân về mục tiêu, chương trình, nội dung, kế hoạch giáo dục, tiêu chuẩn giáo viên, quy chế thi cử và hệ thống văn bằng."
Giáo dục đại học Việt Nam ở miền Bắc trước 1975 và ở cả nước sau 1975 tuân theo mô hình bao cấp giống như ở các nước xã hội chủ nghĩa khác. Hàng năm, nhà nước phân bổ chỉ tiêu tuyển sinh cho các cơ sở giáo dục đại học, căn cứ vào tính toán nhu cầu của các cơ quan và các địa phương. Căn cứ vào chỉ tiêu đó, ngân sách được phân bổ cho các bộ chủ quản, rồi các bộ rót tiền xuống cho các cơ sở giáo dục do mình quản lý. Sinh viên ra trường được nhà nước phân công công việc. Tình hình thay đổi kể từ năm 1987, khi những lĩnh vực trước đây thuộc khu vực công bắt đầu do "các thành phần kinh tế" khác đảm trách; biên chế không còn nhu cầu và sinh viên ra trường không có việc làm vì không còn được phân công về các cơ quan nhà nước. Điều này đã dẫn đến việc các cơ sở giáo dục đại học có nguy cơ tan rã, do "sinh viên không muốn học, thầy cô không muốn dạy".
Mùa hè năm 1987, Bộ Đại học và Trung học Chuyên nghiệp triệu tập các hiệu trưởng và bí thư Đảng ủy các trường đại học về dự một hội nghị ở Nha Trang. Hội nghị đã thảo luận kế hoạch cải cách bao gồm bốn tiền đề đào tạo: Đào tạo không chỉ cho các cơ quan nhà nước mà còn cho cả các thành phần kinh tế; đào tạo theo dự báo về yêu cầu nhân lực trong tương lai; đào tạo phục vụ nhu cầu học tập của người dân, không kèm trách nhiệm phân công, sinh viên tự tìm việc làm; đào tạo đa dạng, có cả những loại hình đào tạo phi chính quy, không chỉ bằng ngân sách nhà nước mà còn thu học phí. Cũng trong thời kỳ này, chính quyền Cộng hòa Xã hội Chủ nghĩa Việt Nam bắt đầu sửa đổi chính sách phân loại "13 hạng thanh niên" trong tuyển sinh.
Giáo dục đại học Việt Nam trải qua chuyển biến lớn vào đầu thập niên 1990 với sự ra đời của loại hình cơ sở giáo dục đại học được gọi là "đại học", gấn giống mô hình viện đại học hay university; mỗi "đại học" được thành lập trên cơ sở sáp nhập một số trường đại học đơn ngành đơn lĩnh vực. Ngày 18 tháng 6 năm 2012, Quốc hội lần đầu tiên thông qua Luật Giáo dục Đại học, đưa ra "quy định về tổ chức, nhiệm vụ, quyền hạn của cơ sở giáo dục đại học, hoạt động đào tạo, hoạt động khoa học và công nghệ, hoạt động hợp tác quốc tế, bảo đảm chất lượng và kiểm định chất lượng giáo dục đại học, giảng viên, người học, tài chính, tài sản của cơ sở giáo dục đại học và quản lý nhà nước về giáo dục đại học."
Hiện Việt Nam có 2 đại học quốc gia (Đại học Quốc gia Hà Nội và Đại học Quốc gia Thành phố Hồ Chí Minh) và 3 đại học cấp vùng (Đại học Huế, Đại học Đà Nẵng, và Đại học Thái Nguyên). Các "đại học" này có mô hình gần giống với "viện đại học"; mỗi đại học có vài trường đại học thành viên, và thường áp dụng một phần hay toàn bộ hệ thống học theo tín chỉ. Tuy vậy, các trường đại học thành viên này gần như biệt lập với nhau; sinh viên từ một trường thành viên này thường không học để lấy tín chỉ từ một trường thành viên khác. Có thể nói là mô hình "đại học" là một sự kết hợp giữa mô hình phân mảnh ngành học và phân mảnh cơ sở giáo dục của Liên Xô và mô hình viện đại học, và vẫn mang nặng đặc điểm của mô hình phân mảnh của Liên Xô. Vào tháng 10 năm 2009, một số đại biểu Quốc hội Việt Nam đưa ra đề nghị gọi tên các đại học cấp quốc gia và cấp vùng là viện đại học.

#### Trường đại học

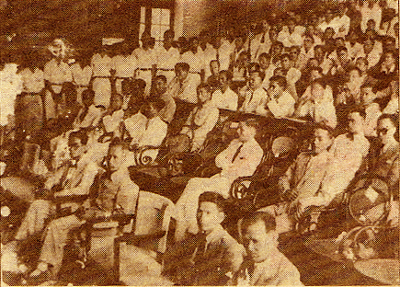
Lễ khai giảng, 15 tháng 11 năm 1945, ở Trường Đại học Quốc gia Việt Nam, cơ sở giáo dục đại học đầu tiên của Việt Nam Dân chủ Cộng hòa

Trường đại học (từ tương tự trong tiếng Anh: college; có khi còn được dịch ra tiếng Anh là university) là một loại hình cơ sở giáo dục đại học của Việt Nam. Hầu hết các cơ sở giáo dục đại học Việt Nam dưới các chính thể Việt Nam Dân chủ Cộng hòa và Cộng hòa Xã hội Chủ nghĩa Việt Nam có tên là trường đại học và theo mô hình phân mảnh ngành học và phân mảnh cơ sở giáo dục của Liên Xô, tức là mỗi trường đại học tập trung vào một chuyên ngành hay một nhóm chuyên ngành riêng; ví dụ: Trường Đại học Kinh tế Quốc dân, Trường Đại học Xây dựng, Trường Đại học Kiến trúc Thành phố Hồ Chí Minh,... Trong trường đại học thường có các khoa; trong khoa có các bộ môn.
Trường đại học có khi là một đơn vị thành viên trong một viện đại học, ví dụ Trường Đại học Văn khoa thuộc Viện Đại học Sài Gòn, hay trong một đại học, ví dụ Trường Đại học Kinh tế thuộc Đại học Đà Nẵng.
Trường đại học tổng hợp (từ tương tự trong tiếng Anh: college hoặc university) là loại hình cơ sở giáo dục đại học của Việt Nam dưới hai chính thể Việt Nam Dân chủ Cộng hòa và Cộng hòa Xã hội Chủ nghĩa Việt Nam. Các trường loại này gồm có Trường Đại học Tổng hợp Hà Nội (nay thuộc Đại học Quốc gia Hà Nội), Trường Đại học Tổng hợp Huế (nay thuộc Đại học Huế), và Trường Đại học Tổng hợp Thành phố Hồ Chí Minh (nay thuộc Đại học Quốc gia Thành phố Hồ Chí Minh). Các trường đại học tổng hợp này chỉ tập trung vào các ngành nhân văn và khoa học cơ bản.
Trường đại học bách khoa (từ tương tự trong tiếng Anh: polytechnic), có khi còn gọi là trường đại học kỹ thuật, là loại hình cơ sở giáo dục đại học của Việt Nam dưới hai chính thể Việt Nam Dân chủ Cộng hòa và Cộng hòa Xã hội Chủ nghĩa Việt Nam. Các trường loại này gồm có Đại học Bách khoa Hà Nội, Trường Đại học Bách khoa Đà Nẵng (nay thuộc Đại học Đà Nẵng) và Trường Đại học Bách khoa Thành phố Hồ Chí Minh (nay thuộc Đại học Quốc gia Thành phố Hồ Chí Minh). Các trường đại học bách khoa này chỉ tập trung vào các ngành kỹ thuật và công nghệ.
Trường đại học cộng đồng (từ tương tự trong tiếng Anh: community college) là cơ sở giáo dục đại học sơ cấp và đa ngành được thành lập ở Việt Nam dưới chính thể Việt Nam Cộng hòa. Sinh viên học ở đây để chuyển tiếp lên học ở các viện đại học, hoặc mở mang kiến thức, hoặc học nghề để ra làm việc. Các trường đại học cộng đồng được thành lập với sự tham gia đóng góp, xây dựng, và quản trị của địa phương nhằm đáp ứng nhu cầu phát triển ở địa phương trong các mặt văn hóa, xã hội, và kinh tế. Khởi điểm của mô hình trường đại học cộng đồng ở Việt Nam là một nghiên cứu của ông Đỗ Bá Khê tiến hành vào năm 1969 mà các kết quả sau đó được đưa vào luận án tiến sĩ trình ở Viện Đại học Nam California năm 1970. Cơ sở đầu tiên được hình thành là Trường Đại học Cộng đồng Tiền Giang, thành lập năm 1971 ở Định Tường, sau khi mô hình giáo dục mới này được mang đi trình bày sâu rộng trong dân chúng.

#### Viện đại học

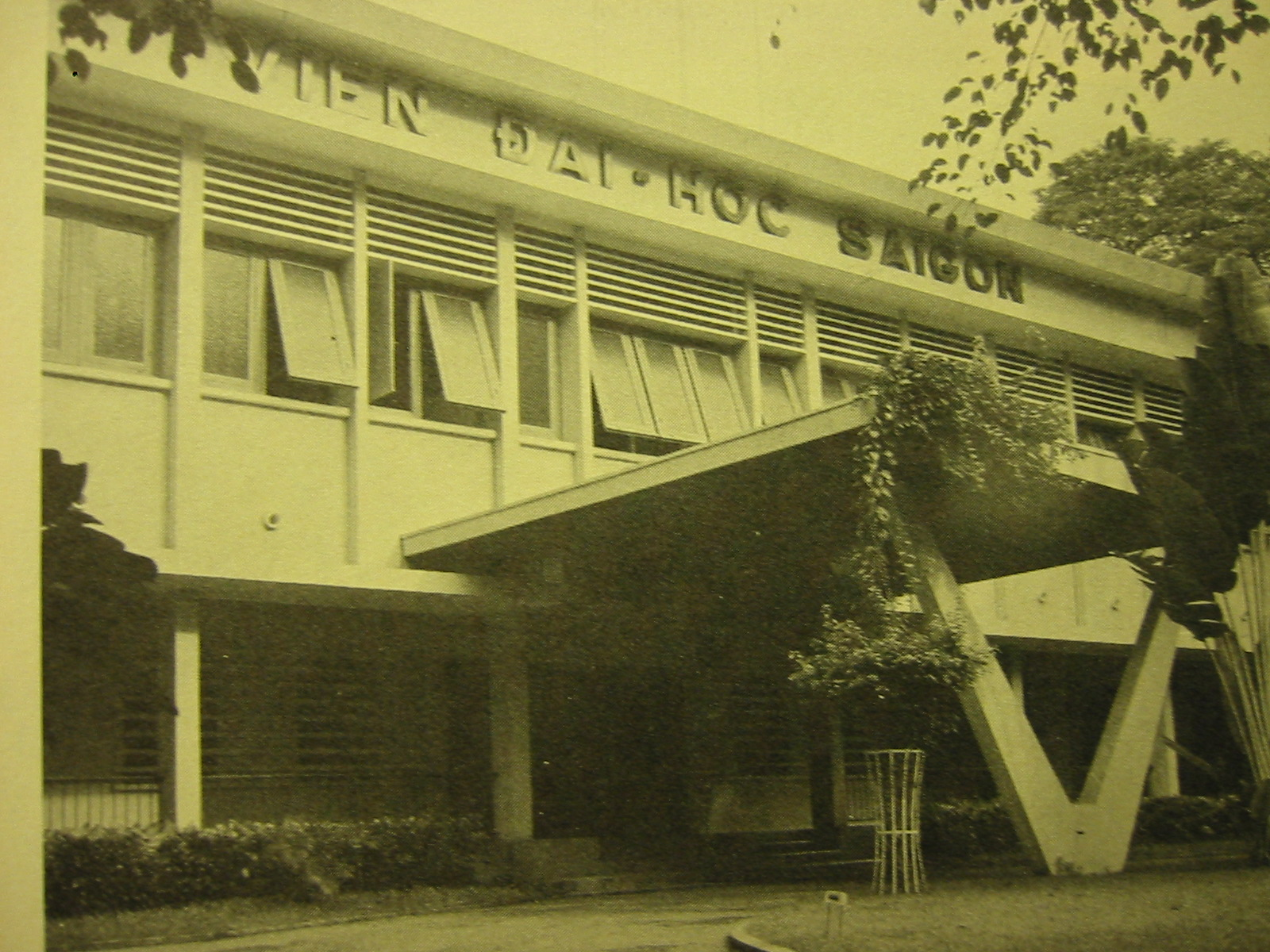
Mặt tiền tòa nhà hành chánh Viện Đại học Sài Gòn, cơ sở giáo dục đại học lớn nhất miền Nam Việt Nam thời Việt Nam Cộng hòa.

Viện đại học (từ tương tự trong tiếng Anh: university) là một loại hình cơ sở giáo dục đại học của Việt Nam. Hầu hết các cơ sở giáo dục đại học Việt Nam dưới chính thể Việt Nam Cộng hòa có tên là viện đại học theo mô hình university của Hoa Kỳ và Tây Âu, cùng với nó là hệ thống đào tạo theo tín chỉ; ví dụ: Viện Đại học Huế, Viện Đại học Đà Lạt, Viện Đại học Vạn Hạnh. Mỗi viện đại học bao gồm nhiều phân khoa đại học (tiếng Anh: faculty; thường gọi tắt là phân khoa) hoặc trường hay trường đại học (school hay college). Trong mỗi phân khoa hay trường có các ngành; mỗi ngành tương ứng với một ban (tương đương với đơn vị khoa hiện nay). Giáo dục Việt Nam thời Liên bang Đông Dương có một cơ sở giáo dục theo mô hình viện đại học là Viện Đại học Đông Dương (Université Indochinoise); sau 1945 đổi tên thành Viện Đại học Hà Nội (Université de Hà Nội). Ở Việt Nam hiện có một cơ sở giáo dục có tên bắt đầu bằng cụm từ viện đại học là Viện Đại học Mở Hà Nội. Mô hình viện đại học không giống như mô hình trường đại học tổng hợp vì các trường đại học tổng hợp chỉ tập trung vào các ngành nhân văn và khoa học cơ bản.
Viện đại học bách khoa (từ tương tự trong tiếng Anh: polytechnic university) là một cơ sở giáo dục đại học đa ngành và đa lĩnh vực tương tự như mô hình viện đại học, nhưng chú trọng đến các ngành thực tiễn. Vào năm 1973, Viện Đại học Bách khoa Thủ Đức được thành lập dưới chính thể Việt Nam Cộng hòa, dựa theo mô hình polytechnic university ở California, Hoa Kỳ. Đây là viện đại học bách khoa duy nhất từng tồn tại ở Việt Nam. Trong thời gian đầu, Viện Đại học Bách khoa Thủ Đức có các trường đại học chuyên về nông nghiệp, kỹ thuật, giáo dục kỹ thuật, khoa học tự nhiên và nhân văn, kinh tế và quản trị, và thiết kế đô thị; ngoài ra còn có trường sau đại học. Các cơ sở giáo dục đều gom chung lại trong một khuôn viên rộng lớn, tạo một môi trường gợi hứng cho tri thức suy luận, với một cảnh trí được thiết kế nhằm nâng cao óc sáng tạo; quản lý hành chính tập trung để tăng hiệu năng và giảm chi phí. Mô hình viện đại học bách khoa không giống như mô hình trường đại học bách khoa vì các trường đại học bách khoa chỉ tập trung vào các ngành kỹ thuật và công nghệ.

#### Học viện, Nhạc viện
Thời Việt Nam Cộng hòa, học viện thường là cơ sở giáo dục đại học có tính chất như là trường chuyên nghiệp (professional school), ví dụ: Học viện Quốc gia Hành chánh (nơi đào tạo nhân viên hành chánh cao cấp cho chính phủ Việt Nam Cộng hòa, bậc đại học và sau đại học), Học viện Quốc gia Nông nghiệp (năm 1974 trở thành một trường thành viên của Viện Đại học Bách khoa Thủ Đức), v.v...
Ở Việt Nam hiện nay, học viện vừa đào tạo đại học, sau đại học vừa nghiên cứu chuyên sâu trong một lĩnh vực, một ngành trọng điểm quốc gia, như: Học viện Chính trị Quốc gia Hồ Chí Minh, Học viện Quốc phòng, Học viện Hải quân, Học viện Kỹ thuật Quân sự, Học viện Tài chính, Học viện Ngân hàng, Học viện Ngoại giao, Học viện Cảnh sát Nhân dân, Học viện Nông nghiệp Việt Nam v.v...
Trong khi đó, nhạc viện (từ tương tự trong tiếng Anh: conservatory) hay học viện âm nhạc (music academy) là cơ sở đào tạo và nghiên cứu âm nhạc từ trình độ dưới đại học, đại học, và sau đại học; ví dụ: Nhạc viện Thành phố Hồ Chí Minh, Học viện Âm nhạc Huế.

#### Trường cao đẳng
Các école (tiếng Pháp, có nghĩa là trường) của Université Indochinoise (Viện Đại học Đông Dương) thường được gọi là "trường cao đẳng"; ví dụ: École des Beaux-Arts de l'Indochine là Trường Cao đẳng Mỹ thuật Đông Dương, có khi là Trường Mỹ thuật Đông Dương. Một số trường thành viên của Trung tâm Quốc gia Kỹ thuật Phú Thọ thời Việt Nam Cộng hòa cũng được gọi là trường cao đẳng; ví dụ: Trường Cao đẳng Công chánh, Trường Cao đẳng Điện học, v.v...
Ở Việt Nam hiện nay, trường cao đẳng là một loại hình cơ sở giáo dục đại học đào tạo trình độ sau trung học nhưng thấp hơn bậc đại học, gọi là bậc cao đẳng. Các trường cao đẳng tuyển những người có bằng trung học phổ thông học tương đương, và có chương trình đào tạo dài khoảng ba năm. Sinh viên học xong cao đẳng có thể tham gia thi tuyển để được chọn vào học "liên thông" lên bậc đại học ở một số trường đại học.

#### Các thống kê
Theo TS Phạm Thị Ly (Đại học Quốc gia Thành phố Hồ Chí Minh), sinh viên hiện nay chưa ý thức được việc học nên dù nhiều cử nhân thất nghiệp, các doanh nghiệp vẫn thiếu người. Cử nhân thất nghiệp do nhiều nguyên nhân, trong đó phải kể đến chất lượng đào tạo có vấn đề, và do một nguyên nhân sâu xa hơn: chính sách sử dụng người tài. Việc số người vào đại học tuy ít (so với các nước khu vực, số liệu thống kê tại VN cho thấy chỉ có khoảng 24% thanh niên từ 18 - 24 tuổi được tiếp cận giáo dục đại học, trong khi con số này ở những nước như Thái Lan, Malaysia là 50 - 60%), mà lại còn giảm là do việc có những người học hành không ra gì vẫn có cương vị cao trong xã hội đã phá hủy hết động lực học tập của người trẻ. Ngoài ra, học hộ, thi thuê, bằng giả, cũng là những thứ đã phá tan giá trị của tấm bằng đại học.
Theo thống kê của Bộ Giáo dục và Đào tạo, tính đến hết năm học 2016-2017, cả nước hiện có 37 viện nghiên cứu khoa học được giao nhiệm vụ đào tạo trình độ tiến sĩ, 235 trường đại học và học viện, bao gồm cả phân viện và các cơ sở (trong đó có 170 trường công lập) và 33 trường cao đẳng sư phạm, 2 trường trung cấp sư phạm.
Năm học 2016-2017, tỉ lệ học sinh tốt nghiệp trung học đăng ký xét tyển vào đại học là 74%, tỉ lệ học sinh đậu vào đại học, cao đẳng khoảng 41%.
Về quy mô đào tạo, tổng quy mô đào tạo tiến sĩ là 15.112 nghiên cứu sinh, quy mô đào tạo thạc sĩ là 105.801, sinh viên đại học là 1.767.879 sinh viên, quy mô sinh viên cao đẳng sư phạm là 47.800 sinh viên.
Về số lượng giảng viên các trường đại học công lập hiện tại khoảng 55.400 người, số lượng giảng viên các trường đại học tư thục hiện tại khoảng 14.190 người.
Về ngân sách chi cho giáo dục, theo thống kê năm 2017 của Bộ Giáo dục và Đào tạo, chính phủ đã chi 248,1 nghìn tỉ đồng cho lĩnh vực giáo dục, chiếm 20% ngân sách nhà nước, trong đó chi cho đơn vị giáo dục bậc đại học chiếm 9%.

##### Tỉ lệ người Việt Nam học đại học
Tỷ lệ vào đại học của người Việt đang ở dưới mức trung bình toàn cầu, tức là mới 30% thanh niên được thụ hưởng nền giáo dục bậc cao.

##### Thống kê nhóm ngành có thu nhập cao tại Việt Nam
Theo thống kê, top nhóm ngành được trả lương cao nhất theo cấp bậc dành cho sinh viên mới ra trường tại Việt Nam là Bất động sản, Công nghệ, Thư ký/trợ lý, và Thực phẩm.
Theo thống kê, top nhóm chuyên ngành được trả lương cao nhất ở cấp bậc quản lý cấp cao bao gồm chủ doanh nghiệp tại Việt Nam là Luật, Kiến trúc, Kho bãi, Thực phẩm và Tài chính.

##### Thống kê số lượng du học sinh tại Việt Nam
Theo thống kê tổng hợp từ Bộ Giáo dục và Đào tạo (Việt Nam) cũng như Đại sứ quán của các nước, tổng số học viên ngoại quốc lựa chọn du học tại Việt Nam ít nhất là 17.000 người, trải dài từ bậc cao đẳng đến cao học và tiến sĩ, chủ yếu đến từ Lào và Campuchia.

### Giáo dục đại học ở Pháp và Đức

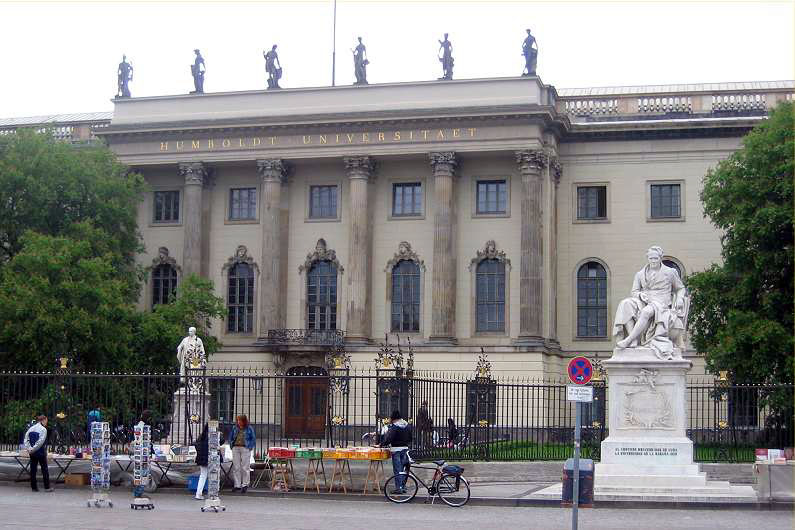
Tòa nhà chính của Viện Đại học Humboldt Berlin ở Berlin, Đức.

Hệ thống giáo dục đại học ở cả Pháp và Đức nói chung đều nằm dưới sự quản lý của các cơ quan nhà nước. Điều kiện nhập học của sinh viên ở hai nước này tương tự nhau. Ở Pháp có kỳ thi tú tài (tiếng Pháp: baccalauréat) ở cuối bậc trung học. Giáo dục đại học ở Pháp miễn phí và dành cho tất cả các sinh viên đậu kỳ thi này. Sau khi đậu tú tài, sinh viên được nhận vào học năm thứ nhất dự bị ở một viện đại học, đến cuối năm thì trải qua một kỳ thi khác khó hơn. Nếu vượt qua kỳ thi này sinh viên sẽ được phép học trong các viện đại học thêm ba hay bốn năm cho đến khi nhận được bằng đại học đầu tiên, ở Pháp gọi là license.
Tuy nhiên có những khác biệt căn bản trong hệ thống giáo dục giữa hai nước này. Các académie (học khu) của Pháp, nằm dưới sự quản lý của một giám đốc do chính quyền bổ nhiệm và cũng là người giám sát các cơ sở giáo dục đại học trong học khu. Chương trình học đồng nhất trên khắp cả nước khiến các viện đại học khó làm mình khác đi. Vì thế mà nhiều sinh viên chọn đến Paris, nơi có chỗ ăn ở tốt hơn và có cơ hội tiếp xúc với nhiều hoạt động văn hóa. Một khác biệt nữa là Pháp có các cơ sở giáo dục đại học gọi là grand école, nơi có chương trình giáo dục kỹ thuật và chuyên nghiệp bậc cao. Hầu hết các trường này không thuộc các viện đại học, mặc dù họ cũng tổ chức các kỳ thi khắt khe để tuyển những ứng viên đã có bằng tú tài. Các grand école có các chương trình đào tạo trong tất cả các ngành khoa học ứng dụng và công nghệ, và bằng cấp mà các cơ sở này trao được đánh giá cao hơn các license thông thường.
Ở Đức, quốc gia hình thành từ các tiểu quốc hùng mạnh một thời, các viện đại học cấp vùng có quyền tự trị trong việc quyết định chương trình học của mình dưới sự chỉ đạo của các viện trưởng hay hiệu trưởng bầu chọn từ bên trong viện đại học. Sinh viên ở Đức thay đổi nơi học tùy theo sở thích và thế mạnh của từng cơ sở giáo dục. Thực sự sinh viên thường theo học hai, ba, hay thậm chí là bốn viện đại học khác nhau trong suốt khóa học bậc đại học của mình, và phần đông các giáo sư ở một viện đại học giảng dạy ở bốn hay năm cơ sở khác nữa. Mức độ lưu chuyển cao này khiến cho hệ thống giáo dục đại học Đức khác với hệ thống ở Pháp, nơi thiếu sự tự do và tính cá thể.
Cả hai nước đều có ảnh hưởng đến giáo dục đại học ở các nước khác. Thông qua ảnh hưởng lên các nước thuộc địa hay thông qua công tác truyền giáo, người Pháp đã đưa nhiều khía cạnh của hệ thống giáo dục của họ vào Bắc và Tây Phi, vùng Caribe, và vùng Viễn Đông. Trong thập niên 1870, hệ thống các viện đại học của Nhật Bản được phát triển dựa theo mô hình của Pháp. Đặc biệt các grand école của Pháp được lấy làm hình mẫu cho các trường kỹ thuật. Giáo dục Đức thì tạo ảnh hưởng thông qua những khái niệm triết học liên quan đến vai trò của các viện đại học. Người Đức đi tiên phong trong việc nhấn mạnh tầm quan trọng của các viện đại học với vai trò là những cơ sở nghiên cứu, và họ cũng tạo ra cảm nhận về các viện đại học như là biểu tượng của tri thức quốc gia.

### Giáo dục đại học ở Anh

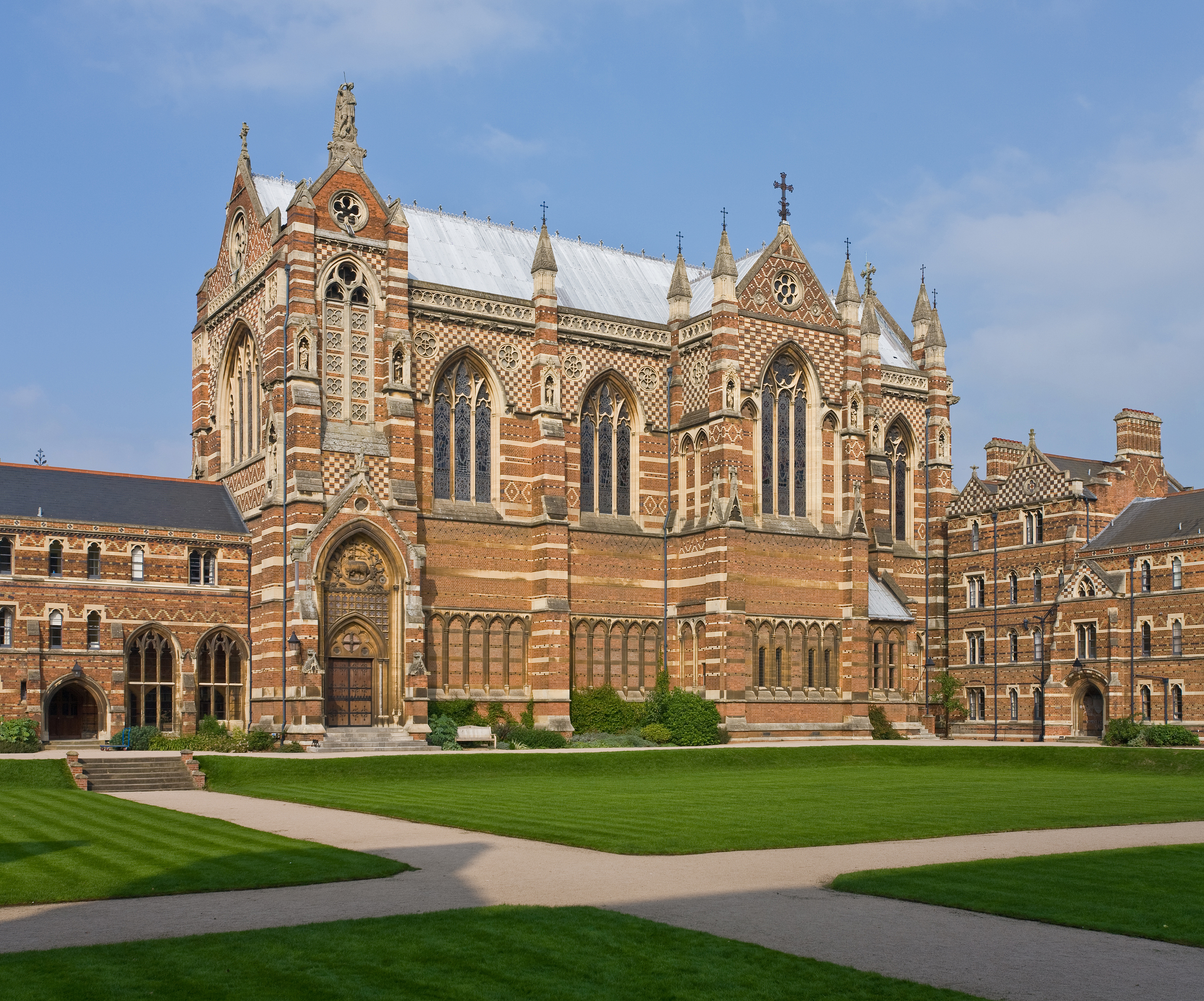
Trường Đại học Keble, một trong những trường thành viên của Viện Đại học Oxford ở Anh Quốc.

Các cơ sở giáo dục đại học ở Anh Quốc có một mức độ tự trị cao. Các viện đại học ở Anh gần như hoàn toàn tự trị đối với chính quyền quốc gia và địa phương trong việc điều hành cũng như trong việc quyết định chương trình học, dù cho các cơ sở này nhận tài trợ gần như hoàn toàn từ nhà nước. Điều kiện tuyển sinh ở các viện đại học Anh khá phức tạp. Sinh viên phải lấy được Chứng chỉ Giáo dục Phổ thông (tương tự như bằng tú tài ở Pháp) bằng cách thi đậu các kỳ thi trong nhiều môn học khác nhau. Sinh viên thi đậu các kỳ thi này với thứ hạng càng cao thì càng có cơ hội được vào học ở một viện đại học do mình chọn. Quá trình tuyển sinh khắt khe này, cùng với việc hướng dẫn sinh viên chặt chẽ thông qua hệ thống phụ đạo, khiến hầu hết sinh viện bậc đại học ở Anh có thể hoàn thành chương trình trong ba năm, thay vì thông thường là bốn năm. Các chương trình đào tạo ở Anh có mức độ chuyên môn hóa cao hơn so với chương trình ở các nước châu Âu lục địa. Ảnh hưởng của mô hình giáo dục đại học Anh có thể tìm thấy ở Canada, Úc, Ấn Độ, Nam Phi, New Zealand, và các cựu thuộc địa khác của Anh ở châu Phi, Đông Nam Á, và Thái Bình Dương.

### Giáo dục đại học ở Hoa Kỳ

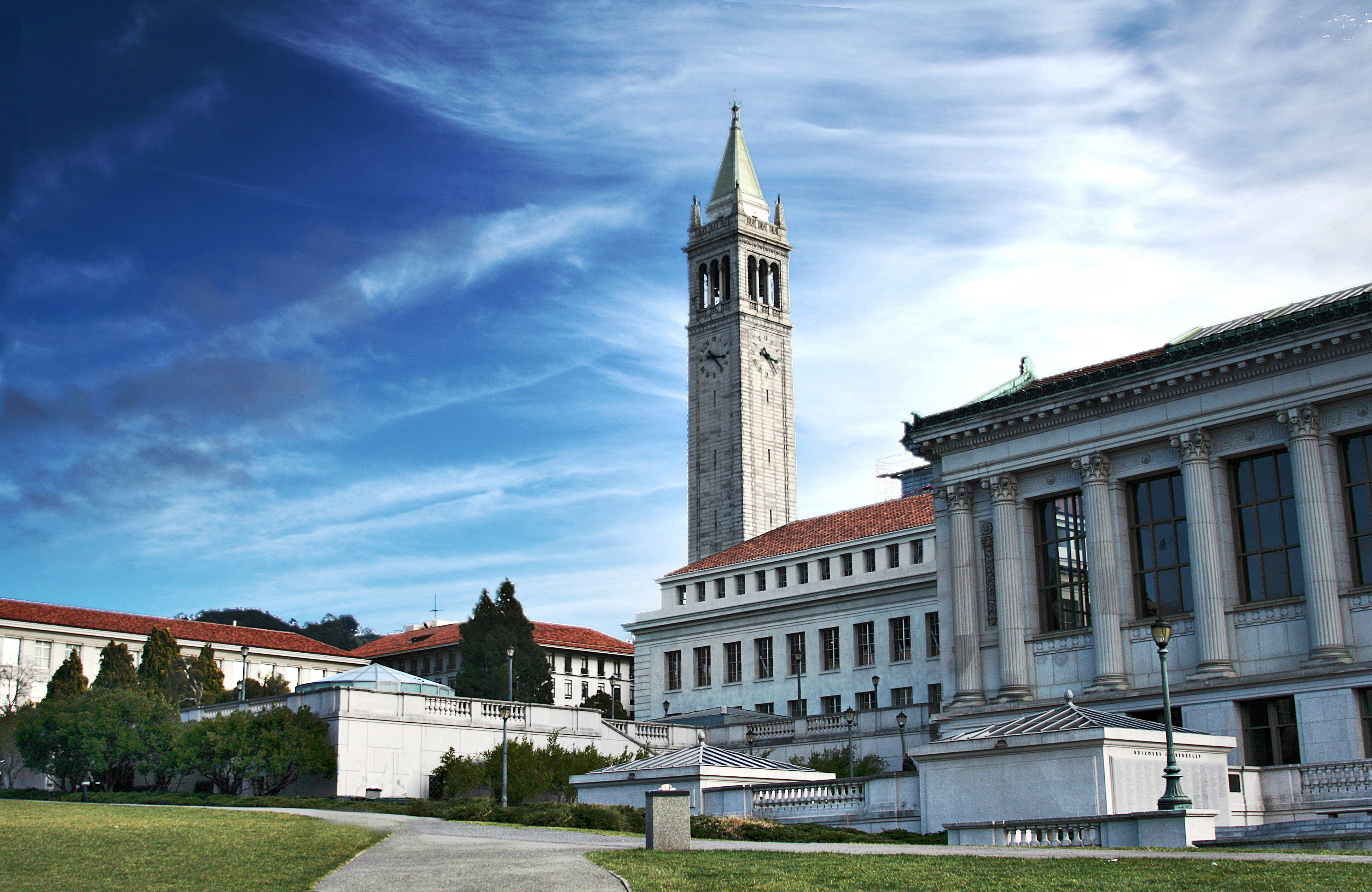
Tháp chuông trong khuôn viên Viện Đại học California-Berkeley ở Hoa Kỳ.

Giáo dục đại học Hoa Kỳ khác với châu Âu ở một số khía cạnh. Ở Hoa Kỳ, người ta có cảm nhận chung rằng sinh viên hoàn thành giáo dục trung học nên học ít nhất hai năm ở đại học. Do đó mà rất nhiều các trường đại học tư thục hệ hai năm và trường đại học cộng đồng đã được mở ra để cung cấp hai năm giáo dục bậc đại học, không giống như các trường đại học và viện đại học truyền thống, nơi đa số sinh viên hoàn thành bốn năm học để lấy bằng và nơi có nhiều sinh viên tiếp tục học thêm chương trình sau đại học từ một đến ba năm ở các trường sau đại học. Các viện đại học cung cấp các khóa học bốn năm là các cơ sở tư thục hoặc công lập phụ thuộc vào sự hỗ trợ tài chính của chính phủ. Các trường và viện đại học tư thục dựa nhiều vào số tiền học phí thu được từ sinh viên. Các chính quyền tiểu bang tài trợ cho cho các hệ thống viện đại học công lập quy mô lớn, theo đó bảo đảm cơ hội giáo dục đại học cho phần lớn dân chúng sẵn lòng và hội đủ điều kiện về mặt học thuật để theo học. Trong số những người Mỹ từ 25 tuổi trở lên, 52.6% có đi học đại học, 27.2% có bằng đại học, và 9.6% có bằng sau đại học.
Ở Hoa Kỳ, bằng cử nhân hệ bốn năm thường có được không phải bằng cách thi đậu các kỳ thi mà bằng cách tích lũy các tín chỉ khóa học hay số giờ tham dự lớp học. Chất lượng học tập trong các khóa học này được đánh giá thông qua bảng điểm. Hoàn thành một số các khóa học khác nhau và đạt điểm đậu thì sẽ được trao bằng đại học. Trong hai năm đầu tiên, sinh viên thường theo học các khóa học theo quy định trong một loạt các lĩnh vực khác nhau, cùng với một số khóa học do sinh viên tự chọn. Trong năm thứ ba và thứ tư, sinh viên tập trung vào một hoặc hai lĩnh vực chuyên môn. Sinh viên sau đại học có thể học cao hơn hay làm nghiên cứu ở một trong số nhiều trường sau đại học, thường là những cơ sở có sự chuyên môn hóa cao. Ở những trường sau đại học này, sinh viên học để lấy bằng thạc sĩ (gồm một đến hai năm học sau đại học) hoặc bằng tiến sĩ (gồm hai đến bốn năm học cùng những yêu cầu khác nữa).
Hoa Kỳ có nhiều cơ sở giáo dục đại học công lập và tư thục danh tiếng. Theo các bảng xếp hạng uy tín, khoảng 13 đến 15 trường đại học và viện đại học Hoa Kỳ nằm trong nhóm 20 cơ sở giáo dục đại học đứng đầu thế giới. Giáo dục Hoa Kỳ có một đặc điểm đáng chú ý bắt nguồn từ mô hình của Đức là việc coi nhẹ các bài giảng và các kỳ thi. Ở cả hai quốc gia này, sinh viên được đánh giá thông qua thành tích học tập của họ trong các khóa học riêng lẻ, nơi mà việc viết các bài luận và tham gia thảo luận được xem trọng. Mô hình giáo dục đại học Hoa Kỳ được áp dụng triệt để ở Philippines và đã ảnh hưởng đến hệ thống giáo dục Nhật Bản và Đài Loan sau Chiến tranh Thế giới thứ hai.

### Giáo dục đại học ở Nga
Giáo dục đại học ở Nga đặc trưng bởi sự quản lý trực tiếp của nhà nước và cho đến năm 1990-1991 nằm dưới sự kiểm soát của Đảng Cộng sản Liên Xô. Các cơ sở giáo dục đại học được chia thành các trường đại học tổng hợp, nơi giảng dạy các ngành nhân văn và khoa học cơ bản; các viện, nơi dạy từng ngành riêng lẻ (ví dụ: luật, y khoa, và nông nghiệp); và các viện bách khoa, nơi có các ngành tương tự như trong các viện nhưng được dạy với một nền tàng khoa học rộng hơn. Một điểm khác biệt khác của hệ thống giáo dục đại học Nga là việc mở rộng đáng kể mạng lưới giáo dục thông qua những khóa học hàm thụ (từ xa) được thiết kế cẩn thận. Những khóa học này được hỗ trợ bởi thêm các chương trình phát trên đài phát thanh và đài truyền hình và được tăng cường thông qua các trung tâm học tập cấp vùng. Nhiều sinh viên do đó có thể học bán thời gian trong khi làm việc toàn thời gian hay bán thời gian. Sinh viên được tuyển vào các cơ sở giáo dục đại học dựa trên cơ sở kết quả các kỳ thi. Thời gian học để lấy bằng cấp đầu tiên mất chừng bốn đến sáu năm, trong đó trung bình là năm năm. Chương trình học bao gồm các môn bắt buộc, thay thế, và tự chọn. Các sinh viên học lấy bằng phải thi hai hay ba môn cơ bản liên quan đến chuyên ngành mà mình chọn. Ở cuối khóa học bậc đại học, các sinh viên đều được nhận bằng như nhau, nhưng sinh viên có thành tích xuất sắc nhất thì được bằng ưu. Hầu hết các cơ sở giáo dục đại học có các khóa học sau đại học cho sinh viên theo học. Các khóa học này thường kết thúc bằng một loạt các kỳ thi.